# Coniopteryx (Coniopteryx) pallescens
Coniopteryx (Coniopteryx) pallescens is een insect uit de familie van de dwerggaasvliegen (Coniopterygidae), die tot de orde netvleugeligen (Neuroptera) behoort. 
Coniopteryx (Coniopteryx) pallescens is voor het eerst wetenschappelijk beschreven door Martin Meinander in 1972.